# Kanália (Corfou)
Kanália (grec moderne : Κανάλια) est une localité située dans le dème de Corfou-Centre et des îles Diapontiques, dans le district régional de Corfou, dans la périphérie des Îles Ioniennes, en Grèce.
Selon le recensement de 2021, elle compte 4 768 habitants.